# Étrier (équitation)
Pour les articles homonymes, voir Étrier (homonymie).

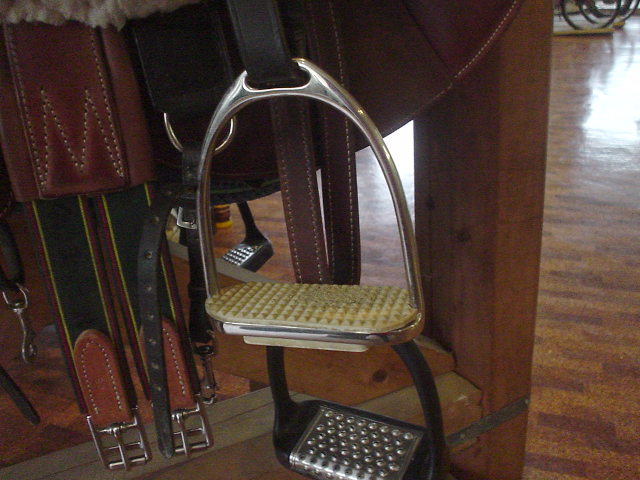
Étriers

En équitation, on appelle étrier chacun des deux anneaux métalliques, suspendus de chaque côté de la selle, où le cavalier vient glisser ses pieds pour prendre appui. L'étrier comporte un œil pour passer l'étrivière — la courroie en cuir qui le relie à la selle — des branches et une base plate appelée plancher, où repose la semelle du cavalier.
Les étriers peuvent être fabriqués en acier inoxydable, en carbone, ou autre composite et aussi en aluminium. Ils permettent de se mettre en selle plus facilement et aussi de garder un bon équilibre une fois à cheval. Plusieurs types de semelles antidérapantes peuvent venir recouvrir le plancher pour éviter au pied de glisser.
La selle d'amazone ne comporte qu'un seul étrier.

## Historique

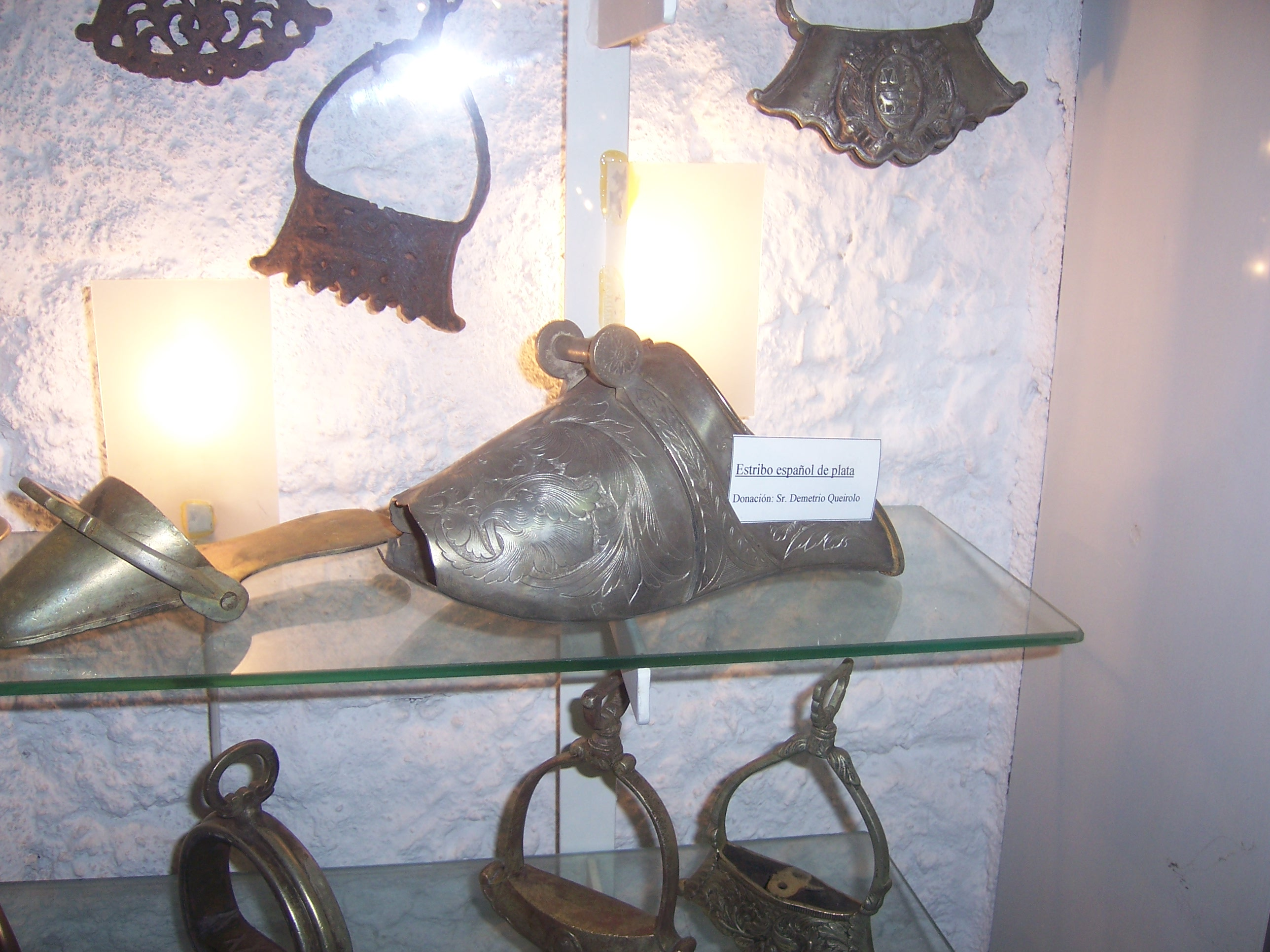
Différents types d'étriers, dont un grand étrier espagnol en argent

Pour certains chercheurs, l’étrier serait une invention chinoise, alors que pour d’autres, il viendrait des peuples nomades d’Asie centrale et (ou) de Sibérie. S’il était difficile de trancher jusqu’à dernièrement[Quand ?] entre ces deux hypothèses, des fouilles récentes[Quand ?] font plutôt pencher vers l’origine nomade.
Le proto-étrier (étrier de monte présent d’un seul côté de la selle) est identifié pour la première fois en Chine, dans une tombe, datant de 302 ap. J.-C. (statuette de cheval sellé et non monté), tandis que le plus ancien véritable étrier (utilisé par paire) n’a été signalé que dans une tombe datée de 383. Un siècle plus tard, en 477, l’on trouve la première mention écrite dans la biographie d’un officier chinois.
Toutefois, contrairement à ce que l’on croyait, les cas mentionnés ne correspondent pas aux spécimens les plus anciens, étant donné que des étriers en fer ont été découverts dans des sépultures Xiongnu (Hiong-nou) datées du IIIe-Ier s. avant notre ère.
Il est donc clair que les inventeurs de cet accessoire hippique ne sont pas des Chinois Han mais des nomades.

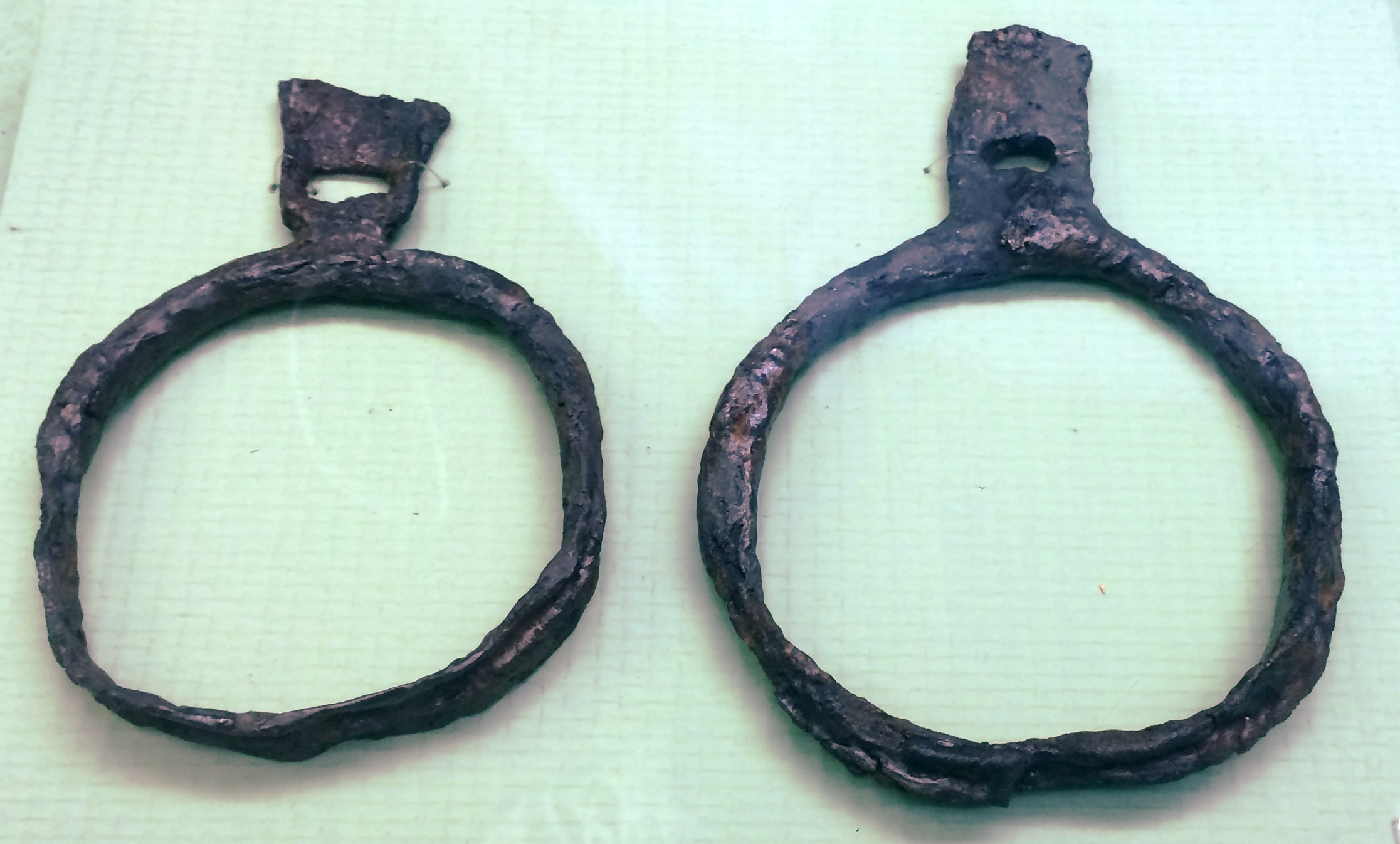
Étriers découverts dans une tombe avare de Hongrie.

Quant à son introduction dans l'Empire byzantin, deux hypothèses ont été émises jusqu’à présent. Selon la première, l’étrier serait passé, vers la fin du VIIe siècle, des Persans aux Arabes, puis, des Arabes aux Byzantins, avant de parvenir à l’Europe occidentale. Enfin, suivant une autre hypothèse il aurait été introduit au VIe siècle par les Avars qui l’auraient amené de l’Asie centrale (des étriers furent découverts dans les tombes avares de Hongrie, notamment à Zamárdi). Cette dernière opinion est la plus communément admise, y compris pour l’Europe occidentale, parce que les Avars étaient d'excellents cavaliers, mais aussi parce que la première mention dans une source littéraire coïncide plus ou moins avec la période des premiers contacts entre Avars et Byzantins. Cette source écrite est un manuel de guerre connu sous le nom de Strategikon de l'empereur Maurice (582-602).
L’absence de sources textuelles, archéologiques et iconographiques plus anciennes faisait donc de la mention dans le Stratègikon de Maurice un terminus ante quem certain sur l’introduction de l’étrier à Byzance.
Or, d'après la recherche moderne, il ne faut pas confondre les étriers auxquels fait référence l'auteur du Stratègikon (les skalai) avec les étriers avars. Apparemment, les Byzantins ont eu recours à un type d'étrier avant d'entrer en relations avec les Avars.
Avant la découverte de l'étrier, les combattants à cheval emploient surtout comme projectiles des javelines, dont la vitesse s'ajoute simplement à celle du cheval. Mais l'introduction de l'étrier va révolutionner complètement l'art de la guerre. En apportant une meilleure stabilité, l'étrier va en effet permettre aux archers montés de se dresser pour amortir les mouvements gênants de leur monture et ainsi de viser avec une plus grande précision. L'utilisation de l'étrier va aussi permettre aux cavaliers d'utiliser plus efficacement les lances, dont la force d'impact ne dépendra plus seulement de l'énergie cinétique procurée par la course du cheval, mais aussi de la force que les combattants pourront apporter sans risquer d'être désarçonnés. L'étrier permettra aussi le combat à l'épée  (ou au sabre) en apportant au cavalier la stabilité nécessaire aux mouvement latéraux et torsions du corps propres à ce genre de combat. L'étrier sera donc un élément essentiel, voire décisif, à la formation de la chevalerie médiévale. Toutefois, son importance reste discutée (voir la Grande controverse de l'étrier).
A la fin du XVe siècle, l'arcade de l'étrier va en s'élargissant vers le bas pour s'adapter aux solerets qui étaient jusqu'alors minces et longs et qui deviennent large du bout, en patte d'ours. Elle peut-être ajourée et est dite dans ce cas "à fenêtres".

## Types d'étriers

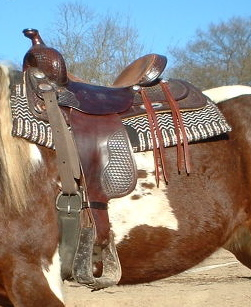
Étriers Western

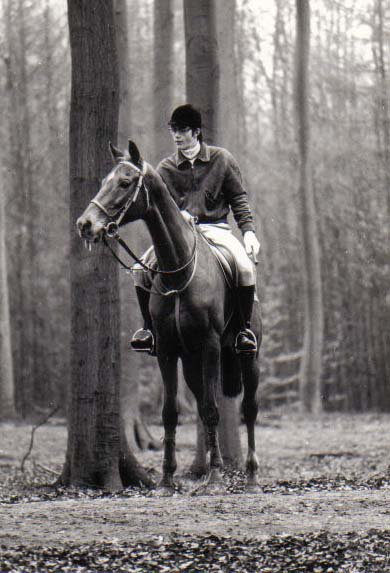
Martingale et étriers compensés.

Il existe différents types d'étriers convenant à différentes utilisations :
- Étriers droits ou « classiques » : ils possèdent deux branches symétriques, d’un seul tenant et fixes. Idéaux pour débuter, ils sont généralement les plus vendus.
- Étriers compensés : ils possèdent deux branches asymétriques (l'une est plus courte) et leur œil est décalé vers le cheval. Ils permettent une meilleure adhérence de la jambe du cavalier.
- Étriers articulés : ils sont utilisés en saut d'obstacles, car ils donnent une plus grande mobilité à la cheville. Ils suivent les mouvements du pied du cavalier quel que soit l'angle et lui permettent de se libérer plus facilement en cas de chute.
- Étriers de sécurité : ils s'ouvrent en cas de chute du cavalier pour libérer ses pieds et lui éviter d'être traîné par sa monture. Cela peut se faire avec la présence d'un élastique à la place de la branche externe, qui casse en cas de pression, ou bien à l'aide de branche extérieure souple et ouverte. Ainsi est l'étrier de la monte en amazone.

Il existe aussi des étriers qui se détachent, ou avec une coque afin que le cavalier ne reste pas le pied coincé lors d'une chute. Par ailleurs, les selles récentes présentent souvent des systèmes de sécurité au niveau du point de rattachement à l'étrivière, qui libèrent celle-ci en cas de pression anormale.
- Étriers camarguais : ils possèdent une très large semelle permettant de poser le pied bien à plat pour plus de confort. Une armature à l'avant permet de protéger le pied des chocs éventuels.
- Étriers Western.
- Étriers à plancher large : avec un plancher plus large que l'étrier classique.
- Étriers avec l’œil perpendiculaire
- Étriers des nomades d'Asie : ils ont une forme en C avec une coque devant mais sans branches latérales.

Il existe de nombreux type d'étriers qui peuvent rassembler plusieurs des critères précédemment cité.

## Utilisation en équitation classique
Les étriers facilitent la tenue en selle correcte du cavalier. Pour son confort, aux allures ordinaires, lorsque le cavalier est assis dans sa selle, les jambes tombant naturellement, la semelle de l'étrier doit se situer à environ deux centimètres au-dessus du talon de sa chaussure. L'étrier est chaussé jusqu'au tiers du pied, la partie la plus large de la semelle de la botte posée à plat sur la planche, la cavalier appuyant légèrement sur le talon qui dès lors se situe plus bas que la pointe du pied. Afin que l'étrivière soit sur son plat et ne blesse pas le cavalier, la branche antérieure de l'étrier chaussé doit se trouver en dehors.
Pour pouvoir utiliser ses aides naturelles correctement, le cavalier doit veiller à ce que l'étrier ne porte que le poids de sa jambe. S'il prend trop d'appui dans l'étrier, il ne peut pas utiliser parfaitement son assiette et il contracte son genou ce qui limite l'action de sa jambe. Des étriers insuffisamment chaussés peuvent être facilement perdus et trop chaussés ne permettent pas de trotter enlevé convenablement.
La longueur des étriers est différente selon la discipline équestre exercée. Elle est plus courte à l'obstacle et en course pour faciliter la position en équilibre au galop du cavalier. Dans ce cas, les étriers se substituent à l'assiette pour supporter le poids du corps du cavalier. On utilise l'expression "ajuster les étriers" pour qualifier l'action qui consiste à en égaliser la longueur et à la régler afin de permettre une disposition de l'équilibre conforme à l'exercice équestre abordé.